# ستيف ريان (لاعب كرة قدم)
ستيف ريان (بالإنجليزية: Steve Ryan)‏ (27 أكتوبر 1956 بسان فرانسيسكو في الولايات المتحدة - ) هو لاعب كرة قدم أمريكي في مركز الهجوم. لعب مع سان خوزيه إيرث كويكس وكاليفورنيا سيرف ‏ وديترويت لايتنينغ ‏ وNew Jersey Rockets (MISL) ‏.

## وصلات خارجية
- ستيف ريان على موقع قاعدة بيانات كرة القدم.إي يو (الإنجليزية)